# Steve Odom (Footballspieler, 1984)
Steven Michael Odom (* 23. Februar 1984) ist ein ehemaliger US-amerikanischer American-Football-Spieler. Er spielte College Football für die Toledo Rockets.

## Karriere
2002 ging Odom an die University of Toledo (UT). Die erste Saison saß er als Redshirt aus. In der zweiten Saison fing er 62 Pässe für sechs Touchdowns, die meisten Fänge jemals von einem UT-Freshman. 2004 fing er 53 Pässe für 675 Yards und fünf Touchdowns. 2005 fing er 55 Pässe für 690 Yards und sechs Touchdowns. In seinem letzten Jahr konnte er nur 46 Pässe für 428 Yards und zwei Touchdowns fangen. Odom konnte in 49 aufeinanderfolgenden Spielen mindestens einen Pass fangen, ein Schulrekord, der erst 2015 durch Alonzo Russell eingestellt wurde.
Odom wurde am 23. Mai 2007 in den Kader der US-amerikanischen American-Football-Nationalmannschaft für die American-Football-Weltmeisterschaft 2007 berufen. Mit dieser wurde er Weltmeister.